# Muusoctopus profundorum
Muusoctopus profundorum is een inktvissensoort uit de familie van de Enteroctopodidae. De wetenschappelijke naam van de soort is voor het eerst geldig gepubliceerd werd 1932 door Robson als Benthoctopus profundorum.